# Erik Holmey
Erik Holmey (født 25. februar 1942) er en dansk skuespiller, danser og bodybuilder.
Holmey blev uddannet skuespiller privat hos Ebba With og Erling Schroeder i 1972 og debuterede herefter på Malmö stadsteater, hvor han var ansat til han i 1973 kom til Det Kongelige Teater. Her var han til 1974. Siden har han haft opgaver som danser på Joker-Teatret, Det Danske Balletakademi og på tv, ligesom han har haft skuespillerroller ved Det ny Teater, film og tv.
I 1979 og 1980 blev han Danmarksmester i bodybuilding i mellemvægtklassen og i 1981 i sværvægt.
Han er far til skuespiller Anne Bergfeld.

## Filmografi
- Takt og tone i himmelsengen (1972)
- Fængslende feriedage (1978)
- Conan The Barbarian (1982)
- Try To Remember (1984)
- Conan The Destroyer (1984)
- Tukuma (1984)
- Walter og Carlo - op på fars hat (1985)
- Elise (1985)
- Red Sonja (1986)
- Mord i mørket (1986)
- Oviri (1986)
- Frøken Smillas fornemmelse for sne (1997)
- Albert (1998)
- Nattens engel (1998)
- I Kina spiser de hunde (1999)
- Krokodillerne (2006)
- Hjemve (2007)
- Pistoleros (2007)
- Det grå guld (2009)
- Wasteland Tales (2010)

### Tv-serier
- Matador (1978-1981)
- Gøngehøvdingen (1991-1992)
- TAXA (1997-1999)
- Rejseholdet (2000-2003)